# 15-та піхотна дивізія (Російська імперія)
15-та піхотна дивізія — піхотне з'єднання у складі Російської імператорської армії. Входила до складу 8-го армійського корпусу.

## Історія

### Формування
- 1831—1833 — 26-та піхотна дивізія
- 1833—1835 — 18-та піхотна дивізія
- 1835—1918 — 15-та піхотна дивізія

### Бойовий шлях
15-та дивізія брала участь у Першій світовій війні, зокрема в Галицькій битві 1914 року.

## Склад дивізії

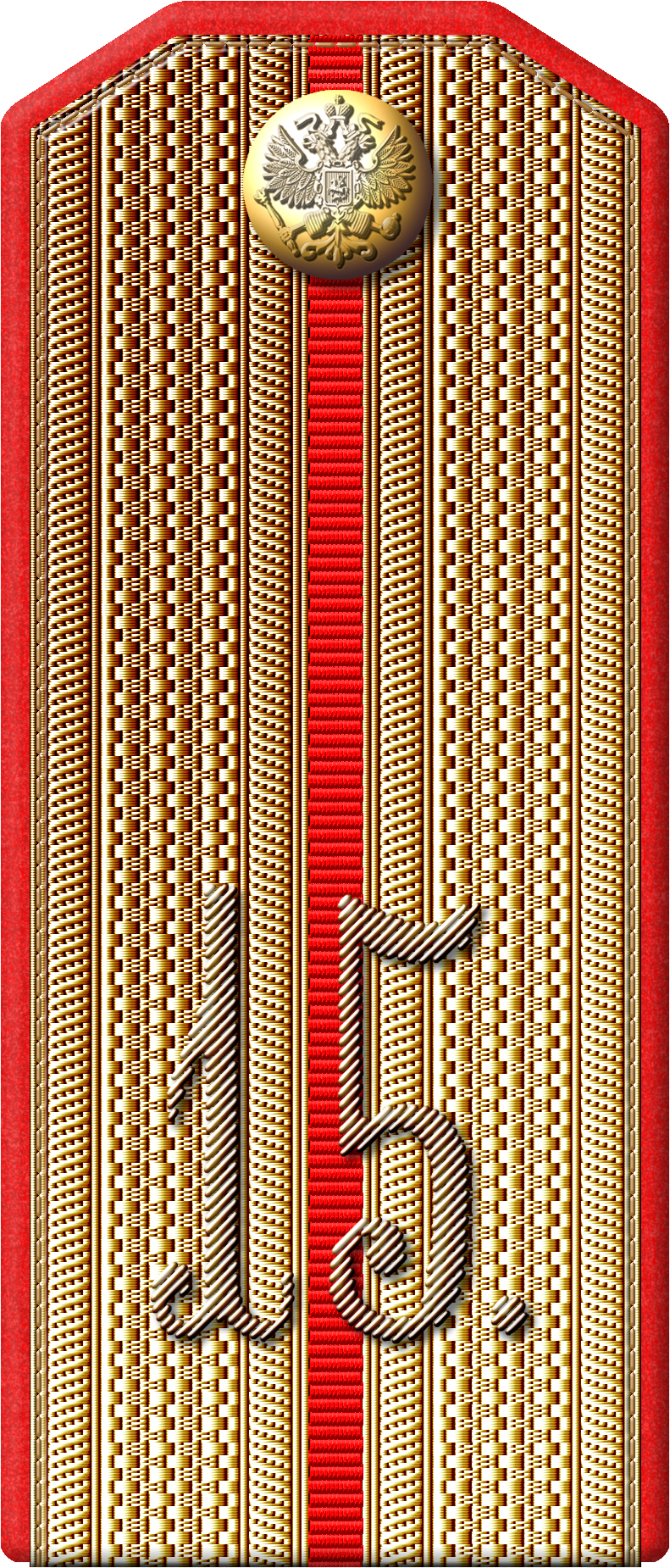
Погон капітана 1-ї бригади 15-ї піхотної дивізії (57 Модлінський та 58 Празький піхотні полки), зразка 1904 р.

### Склад дивізії на 1914 рік
- 1-ша бригада (Одеса)
  - 57-й піхотний Модлінський генерал-ад'ютанта Корнілова полк (Херсон)
  - 58-й піхотний Празький полк (Миколаїв)
- 2-га бригада (Одеса)
  - 59-й піхотний Люблінський полк (Одеса)
  - 60-й піхотний Замойський полк (Одеса)
- 15-а артилерійська бригада (Одеса)

## Командування дивізії

### Начальники дивізії
- Раніше 07.03.1833 — 03.11.1836 — генерал-лейтенант Отрощенко Яків Йосипович
- 03.11.1836 — 21.01.1840 — генерал-майор (з 30.08.1839 генерал-лейтенант) Данненберг Петро Андрійович
- 21.01.1840 — 29.01.1851 — генерал-майор (з 06.12.1840 генерал-лейтенант) Гасфорд Густав Христіянович
- 12.01.1854 — 27.02.1856 — генерал-майор (з 11.03.1854 генерал-лейтенант) Енгельгардт Микола Федорович
- 04.03.1856 — після 05.04.1868 — генерал-майор (з 30.08.1860 генерал-лейтенант) Кишинський Микола Семенович
- Хх.хх.1868 — хх.хх.1872 — генерал-лейтенант Ольшевський Мелентій Якович
- 06.06.1872 — 15.08.1876 — генерал-лейтенант Шостак Андрій Андрійович
- 31.08.1876 — 09.04.1889 — генерал-майор (з 30.08. 1879 генерал-лейтенант) Горемикін Олександр Дмитрович
- 09.04.1889 — 31.07.1889 — генерал-лейтенант Назаров Микола Миколайович
- Хх.хх.1889 — 30.12.1895 — генерал-лейтенант Скалон Василь Данилович
- 10.01.1896 — до 18.12.1896 — генерал-майор (з 14.05.1896 генерал-лейтенант) Тімлер Олександр Карлович
- 28.12.1896 — 03.05.1900 — генерал-лейтенант Філіппов Володимир Миколайович
- 19.05.1900 — 06.08.1905 — генерал-майор (з 01.01.1901 генерал-лейтенант) Іванов Микола Мартинович
- 06.08.1905 — 29.12.1907 — генерал-майор (з 31.05.1907 генерал-лейтенант) Мартос Микола Миколайович
- 28.01.1908 — 26.07.1914 — генерал-лейтенант Безрадецький Дмитро Миколайович
- 26.07.1914 — 05.07.1915 — генерал-майор (з 13.10.1914 генерал-лейтенант) Белькович Леонід Миколайович
- 17.07.1915 — 07.04.1917 — генерал-майор (з 21.10.1916 генерал-лейтенант) Ломновський Петро Миколайович
- 12.04.1917 — хх.хх.хххх — командувач генерал-майор фон Тимрот Готгард Готгардовіч